# Bircenna
Bircenna was een Illyrische prinses. Ze was de dochter van de Illyrische koning Bardylis II. Na haar huwelijk met  Pyrrhus van Epirus werd ze de Koningin van Epirus.
Bircenna was de dochter van Bardylis II en daarmee ook kleindochter van Cleitus. Bircenna was de vierde vrouw van van Pyrrhus van Epirus. Ze trad rond 292 v.Chr. in huwelijk met Pyrrhus, die om diplomatieke redenen met prinses Bircenna trouwde. Een reden daarvan was om zijn macht in het zuiden van Illyrië te vergroten, aangezien hij een bondgenoot was van Bircenna's vader, Bardylis II. 